# Gorodokskaya Vozvyshennost'
Gorodokskaya Vozvyshennost' är ett högland i Belarus. Det ligger i den norra delen av landet, 250 km nordost om huvudstaden Minsk.
Omgivningarna runt Gorodokskaya Vozvyshennost' är en mosaik av jordbruksmark och naturlig växtlighet. Runt Gorodokskaya Vozvyshennost' är det glesbefolkat, med 10 invånare per kvadratkilometer.